# Club Atlético de Madrid 1978-1979
Questa voce raccoglie le informazioni riguardanti il Club Atlético de Madrid nelle competizioni ufficiali della stagione 1978-1979.

## Stagione
Nella stagione 1978-1979 i colchoneros, inizialmente furono allenati dall'uruguaiano Héctor Núñez, che però racimolò solo due vittorie in cinque gare. Ci fu così il ritorno in panchina di Luis Aragonés, per sole quattro partite, e infine fu l'ungherese Ferenc Szusza a guidare la squadra fino al termine della stagione che si concluse con il terzo posto in campionato. In Coppa del Re l'Atlético Madrid venne eliminato al terzo turno dal Real Madrid ai rigori.

## Maglie e sponsor
| Manica sinistra · Manica sinistra · Maglietta · Maglietta · Manica destra · Manica destra · Pantaloncini · Calzettoni |

## Rosa
| N. |                    | Ruolo | Calciatore               |
| -- | ------------------ | ----- | ------------------------ |
| -  | Spagna (bandiera)  | P     | José Navarro Aparicio    |
| -  | Spagna (bandiera)  | P     | José Aguinaga            |
| -  | Spagna (bandiera)  | D     | José Luis Capón          |
| -  | Brasile (bandiera) | D     | Luís Pereira             |
| -  | Spagna (bandiera)  | D     | Eusebio Bejarano         |
| -  | Spagna (bandiera)  | D     | Marcelino                |
| -  | Spagna (bandiera)  | D     | Juan José Rubio          |
| -  | Spagna (bandiera)  | D     | Miguel Ángel Ruiz García |
| -  | Spagna (bandiera)  | C     | Francisco Javier Bermejo |
| -  | Spagna (bandiera)  | C     | Juan Carlos Arteche      |

| N. |                      | Ruolo | Calciatore                  |
| -- | -------------------- | ----- | --------------------------- |
| -  | Spagna (bandiera)    | C     | Marcial Pina                |
| -  | Spagna (bandiera)    | C     | Alberto Fernández           |
| -  | Spagna (bandiera)    | C     | Eugenio Leal                |
| -  | Spagna (bandiera)    | C     | Robi                        |
| -  | Argentina (bandiera) | A     | Rubén Ayala                 |
| -  | Spagna (bandiera)    | A     | Julio Alberto Moreno        |
| -  | Spagna (bandiera)    | A     | Antonio Guzmán              |
| -  | Brasile (bandiera)   | A     | Leivinha                    |
| -  | Spagna (bandiera)    | A     | Francisco Aguilar Fernández |
| -  | Spagna (bandiera)    | A     | Rubén Cano                  |

## Risultati

### Coppa del Re
| Arbitro: | Alvarez Marguenda |

|           |           |                                        |
| Potele 6’ | Marcatori | 5’, 29’ Aguilar 26’ Leal 37’, 40’ Cano |

| Arbitro: | Navarrete |

|                                                |           |                                |
| Marcial 29’ Leivinha 30’, 70’ Rubio 77’ (rig.) | Marcatori | 12’ Uriarte 72’ (aut.) Eusebio |

| Arbitro: | Fores Bachero |

|  |           |          |
|  | Marcatori | 79’ Cano |

| Arbitro: | Borras del Bárrio |

|                    |           |                             |
| Ayala 17’ Ruiz 31’ | Marcatori | 8’ Velasco 22’ (rig.) Ramos |

| Arbitro: | Guruceta Muro |

|           |           |           |
| Ayala 23’ | Marcatori | 34’ Pirri |

| Arbitro: | Guruceta Muro |

|                                 |                      |                     |
| Santillana 8’ Pirri 30’         | Marcatori            | 39’, 67’ Cano       |
| Guerini Wolff Jensen Del Bosque | Tiri di rigore 4 – 1 | Cano Leivinha Rubio |

## Statistiche

### Statistiche di squadra
| Competizione     | Punti | Totale | Totale | Totale | Totale | Totale | Totale | DR  |
| Competizione     | Punti | G      | V      | N      | P      | Gf     | Gs     | DR  |
| ---------------- | ----- | ------ | ------ | ------ | ------ | ------ | ------ | --- |
| Primera División | 41    | 34     | 14     | 13     | 7      | 55     | 37     | +18 |
| Coppa del Re     | -     | 6      | 3      | 3      | 0      | 15     | 8      | +7  |
| Totale           | 41    | 40     | 17     | 16     | 7      | 70     | 45     | +25 |